# Баршанбу
Саїф ад-Дін Абдалла Баршанбу (д/н — 1317) — цар держави Мукурри-Нобатії в 1316—1317 роках.

## Життєпис
Був сином сестри царя Давида. Після поразки того 1276 року разом з 20 іншими родичами був схоплений мамлюками в Донголі та відправлений до Каїру. Тут перейшов в іслам, отримавши ім'я Абдалла. Виховувався у мусульманському дусі, отримавши відповідну освіту.
1315 року мамлюцький султан Мухаммад I ан-Насір відправив військо проти Кернабеса, царя Мукурри, вирішивши поставити новим володарем Абдаллу, якому надав почесне ім'я Сайф ад-Дін. Спроби Кернабеса домовитися виявилися марними. 1316 року мамлюки здобули перемоги та посадили на трон Абдаллу (Баршанбу).
Доволі швидко новий цар знехтував численними нубійськими звичаями і став непопулярним через намагання поширити іслам та традиції каїрського двору. 29 травня 1317 року він перетворив двоповерхову тронну залу палацу Донгола на першу мечеть, оголосивши іслам державною релігією.
Невдовзі на півночі повстав родич Канс ад-Даула, на бік якого швидко перейшли війська. він повалив Абдаллу, якого було страчено.